# Schloss Neuhaus (Schloß Neuhaus)

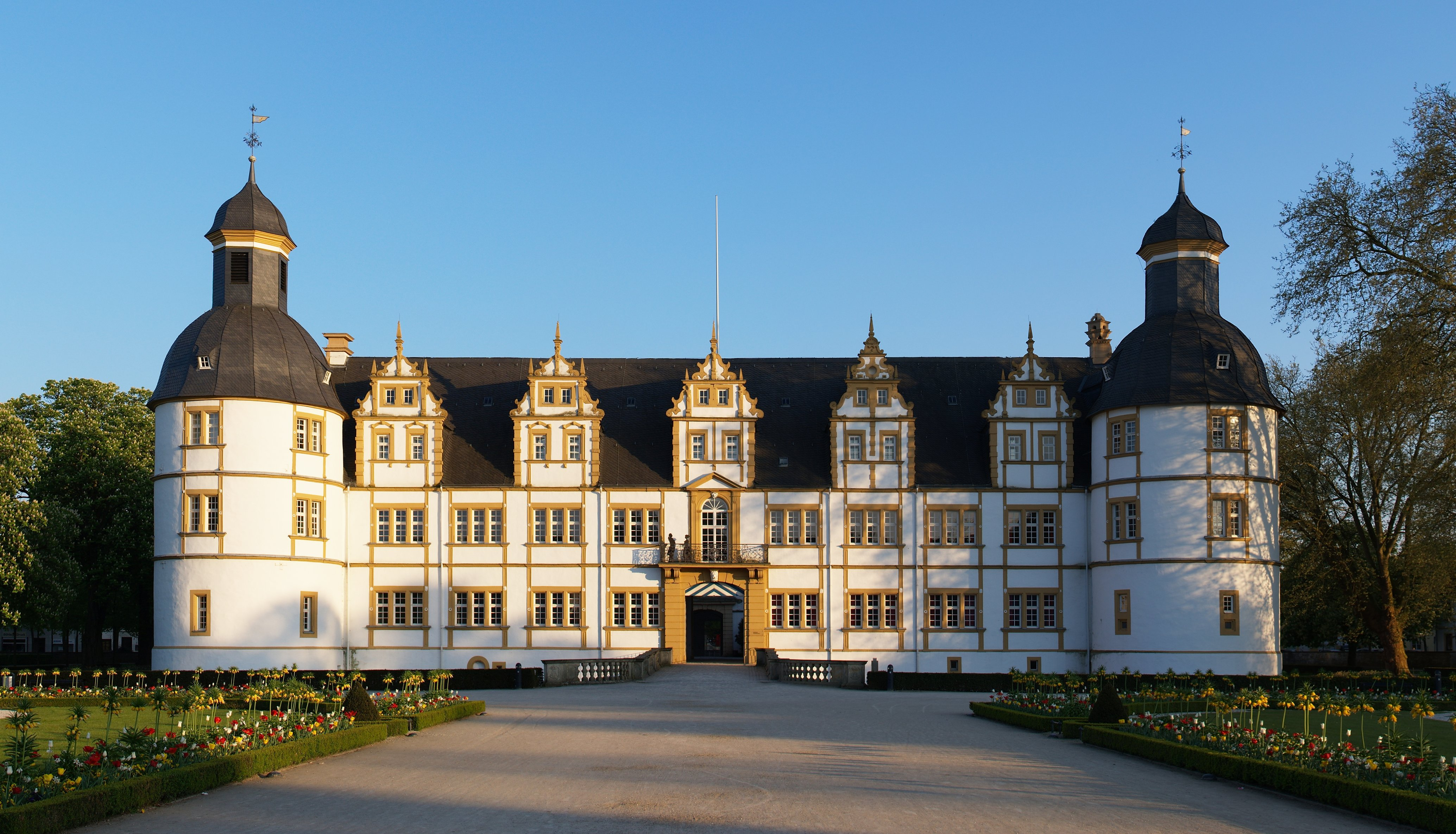
Schloss Neuhaus im April 2009

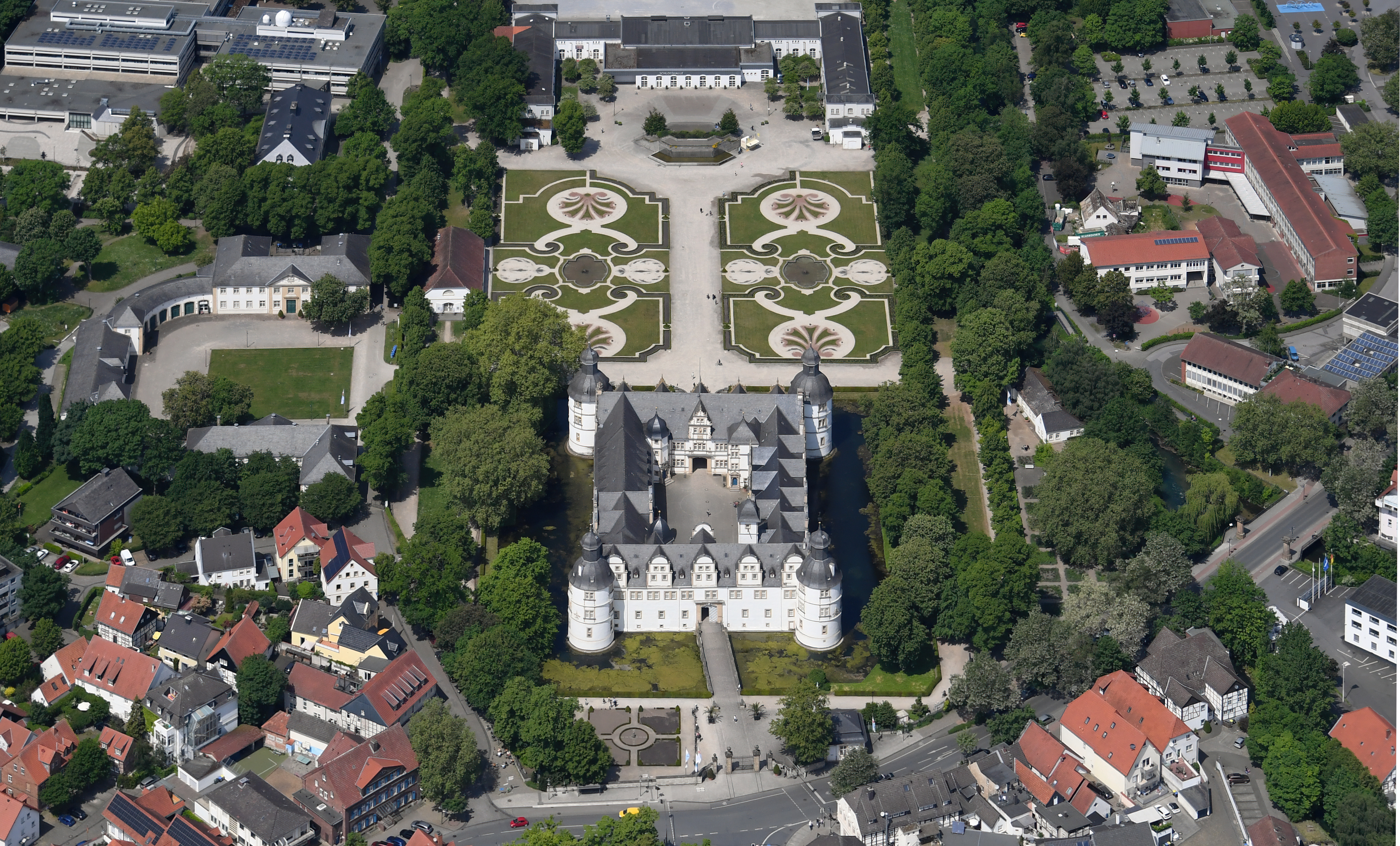
Luftbild des Schlosses Neuhaus und des Barockgartens

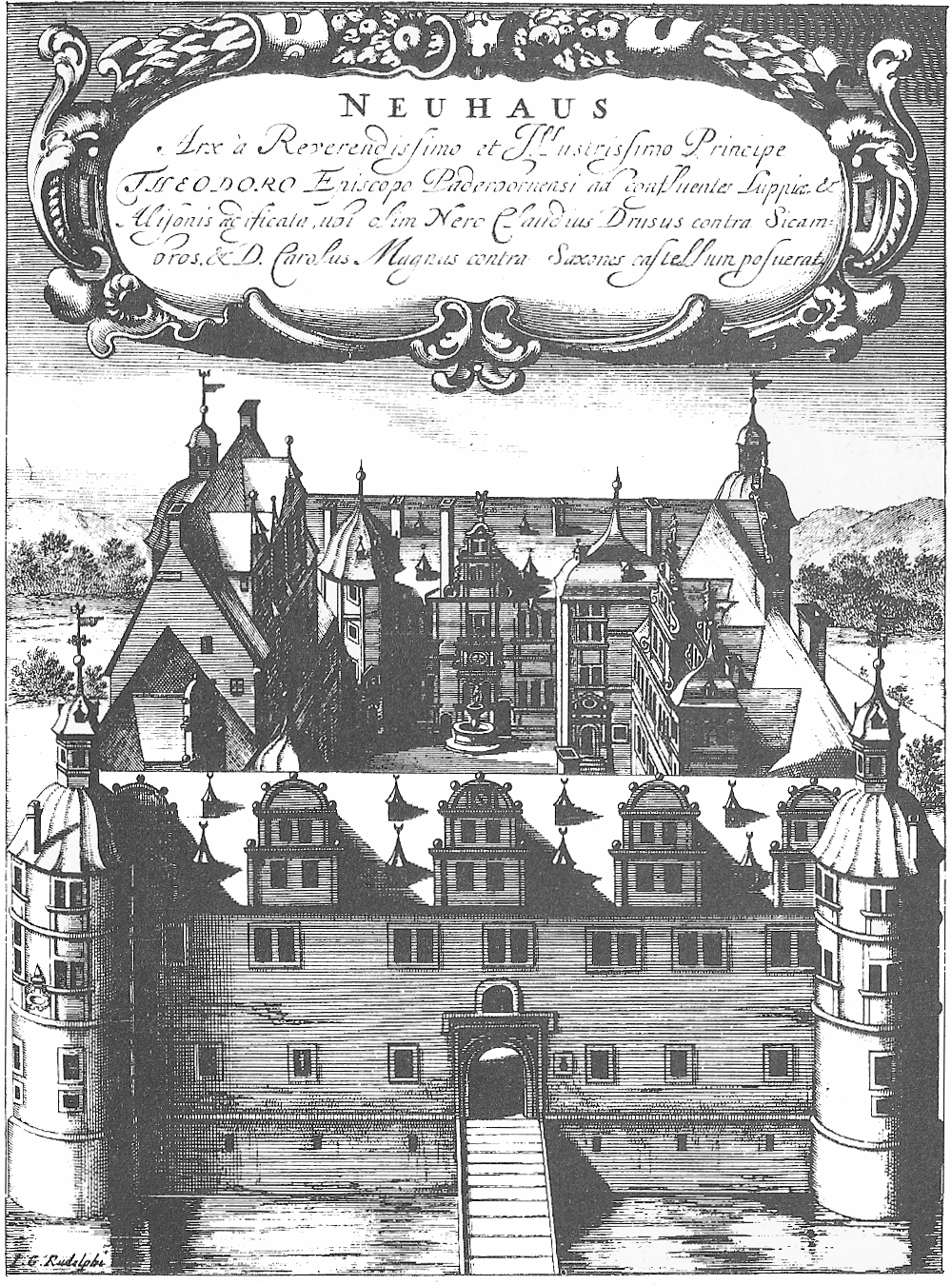
Historische Darstellung von Georg Rudolphi aus dem 17. Jahrhundert

Das Schloss Neuhaus im nach ihm benannten Paderborner Stadtteil Schloß Neuhaus ist ein bedeutendes Bauwerk der Weserrenaissance. Es liegt in inselähnlicher Lage am Zusammenfluss von Lippe, Alme und Pader im Südostwinkel der Westfälischen Bucht.

## Geschichte
Die erste Erwähnung des Ortes Neuhaus stammt aus dem Jahr 1016 und ist der Vita Meinwerci von Abt Konrad von Abdinghof zu entnehmen. 1036 erfolgt die urkundliche Erwähnung. Ortsheimatpfleger Michael Pavlicic berichtet in der Chronik der St.-Henricus-Bruderschaft aus dem Jahr 2013 über den bischöflichen Haupthof Nyenhus mit den Vorwerken Elesen, Ascha, Burch und Thune.  
Im Jahre 1257 errichteten dort die Paderborner Bischöfe ein Festes Haus in geschützter Lage etwa vier Kilometer nordwestlich der Stadt Paderborn. Aufgrund von Streitigkeiten mit der Bürgerschaft der Stadt verlegte Bischof Heinrich von Spiegel im Jahr 1370 endgültig die bischöfliche Residenz nach Neuhaus, von wo aus bis zur Annexion durch das Königreich Preußen 1802 das Hochstift Paderborn regiert wurde. Der älteste erhaltene Bauteil der heute vierflügeligen Anlage, das Haus Spiegel, ist nach ihm benannt. Auch jeder weitere Bauteil des Schlosses erhält seinen Namen vom jeweiligen Bauherrn.

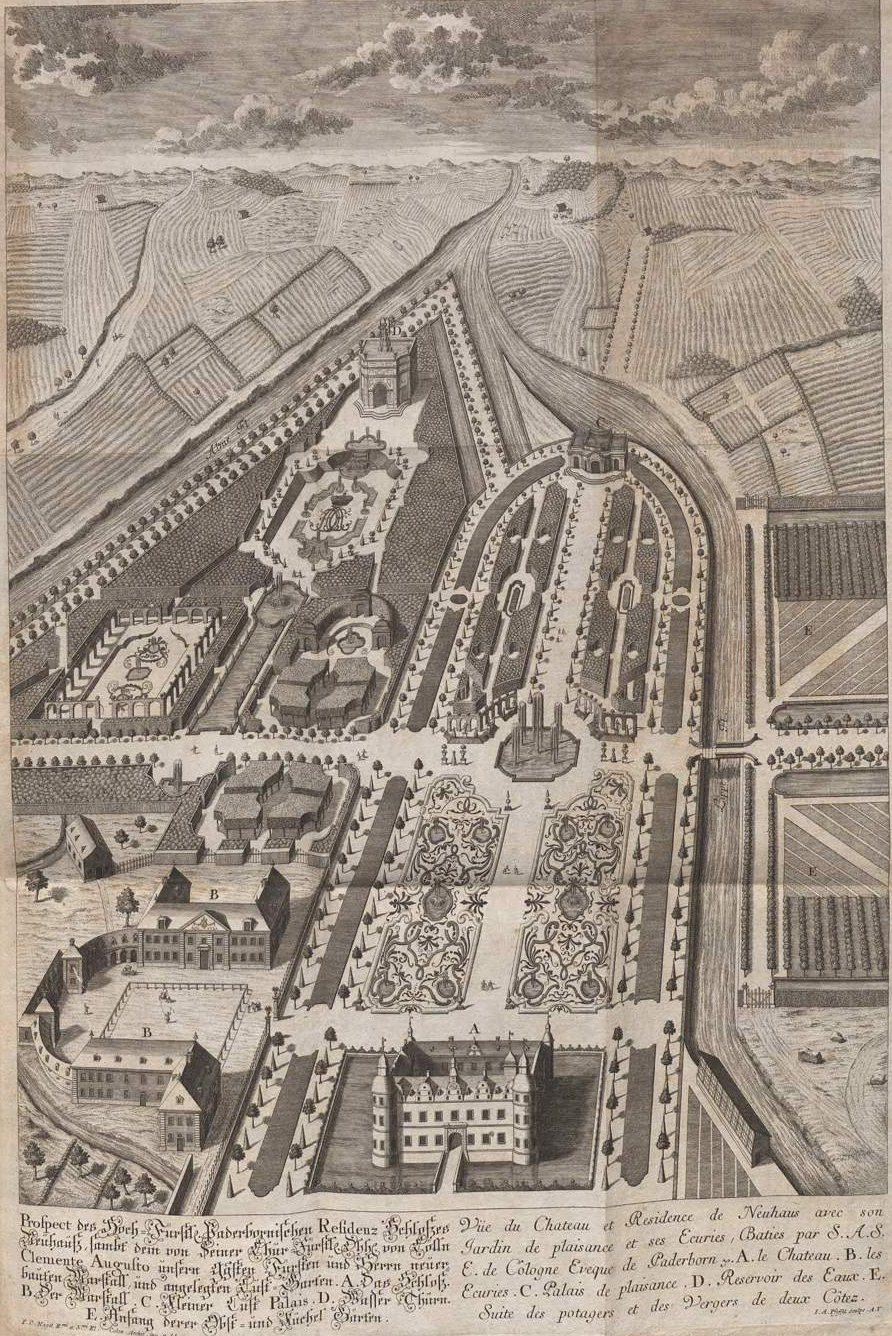
Schloss mit Barockgarten 1736

Von 1524 bis 1526, während der Regierungszeit Erich von Braunschweig-Grubenhagens, errichtete Baumeister Jörg Unkair das Haus Braunschweig das die heutige Front bildet.
1534 wurden durch Hermann von Wied mit Bau des Hauses Köln die beiden bisher separat stehenden Gebäude verbunden.
Zwischen 1548 und 1560 entstand unter Rembert von Kerssenbrock das Haus Kerssenbrock.
1590 ließ Dietrich von Fürstenberg den Bau zur noch heute vorhandenen Vierflügelanlage erweitern.
Dabei wurde die Größe des Schlosses nahezu verdoppelt, auch die vier Rundtürme wurden in diesem Bauabschnitt errichtet.
1736 wurde unter dem Wittelsbacher Clemens August der Barockgarten fertiggestellt. Am Schloss dienten die Grenadiere des Paderbornischen Infanterieregiments als Wache.
Während des Siebenjährigen Krieges von 1756 bis 1763 wurde das Schloss beschädigt.
Nach dem Frieden von Lunéville annektierte Preußen das Hochstift 1802 als Entschädigung für linksrheinische Gebietsverluste, obwohl die staatsrechtliche Grundlage dafür mit dem Reichsdeputationshauptschluss erst ein Jahr später, 1803, erfolgte. Von nun an ist das Schloss keine Residenz mehr.
Nach dieser Annexion und einem kurzen Zwischenspiel in der „Franzosenzeit“, in dem das Schloss von 1807 bis 1813 zum Königreich Westphalen gehörte, wurde es militärisch genutzt. Danach wurde das Schloss Garnison folgender Kavallerieeinheiten: Kürassier-Regiment „von Driesen“ (Westfälisches) Nr. 4 Erste Eskadron (6. Oktober 1820 bis 1833), Husaren-Regiment „Kaiser Nikolaus II. von Russland“ (1. Westfälisches) Nr. 8 (1851 bis 1919), 15. Reiter-Regiment (1921 bis 1945) (vgl. auch Offizier-Reitschule in Paderborn). 
Als Folge des Zweiten Weltkriegs lag das Schlossgelände nun innerhalb der Britischen Besatzungszone und wurde durch die Britische Rheinarmee in Beschlag genommen. Es wurde in dieser Zeit auch Horrocks Barracks genannt, benannt nach dem britischen Lieutenant General Sir Brian Gwynne Horrocks.
Erst am 19. Juli 1964, nachdem die Gemeinde „Neuhaus“ 1957 aus Anlass des siebenhundertjährigen Schlossjubiläums in „Schloß Neuhaus“ umbenannt wurde und die Briten das Schloss am 19. August 1959 offiziell in die Verfügungsgewalt des Bundes zurückgegeben hatten, gelang es der Gemeinde, das Schloss mit dem angrenzenden Areal von der administrativ zuständigen Bundesvermögensverwaltung zum Preis von 72.737 DM anzukaufen.

### Sage vom ermordeten Dachdecker

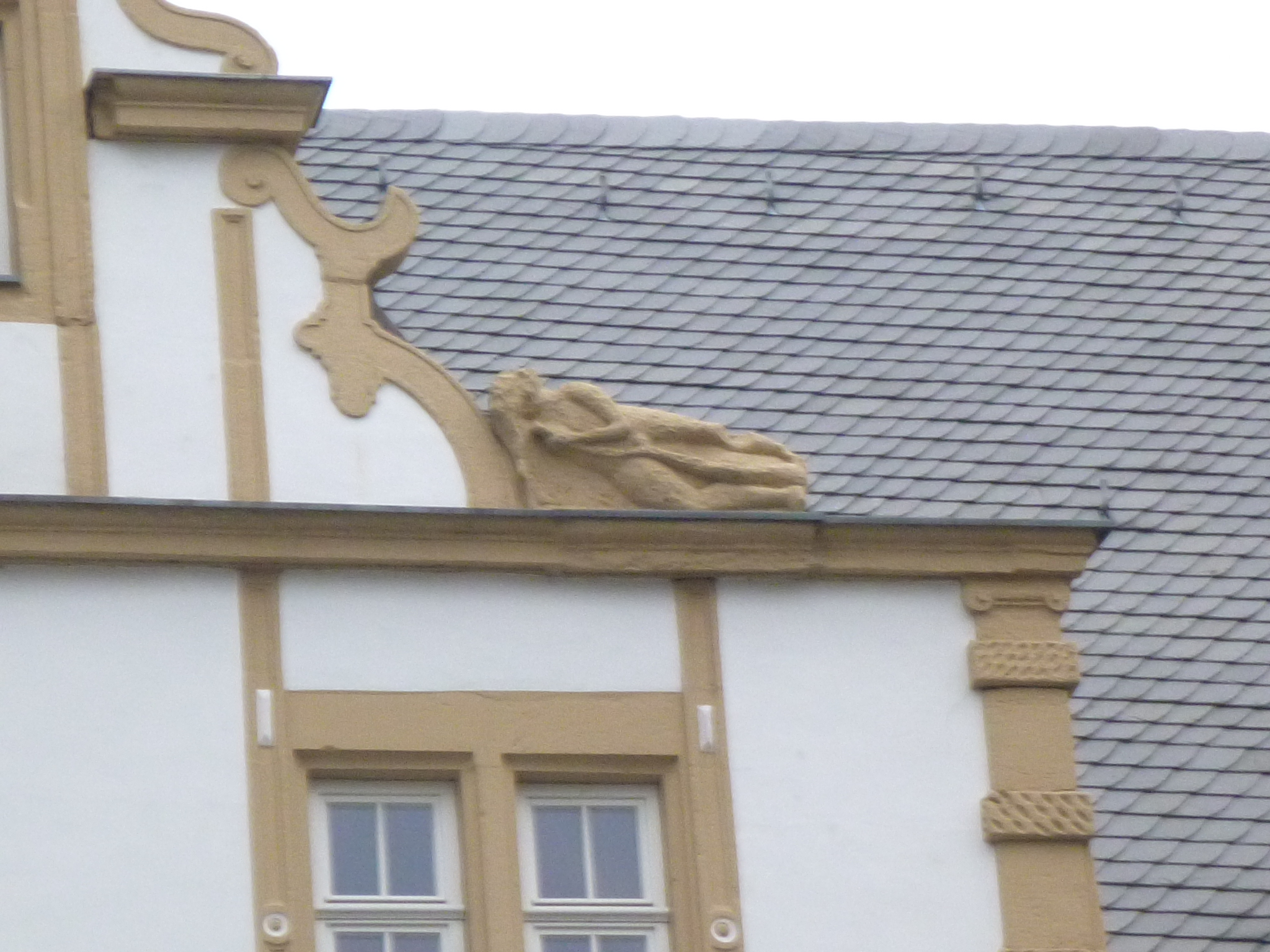
Denkmal für den ermordeten Dachdecker

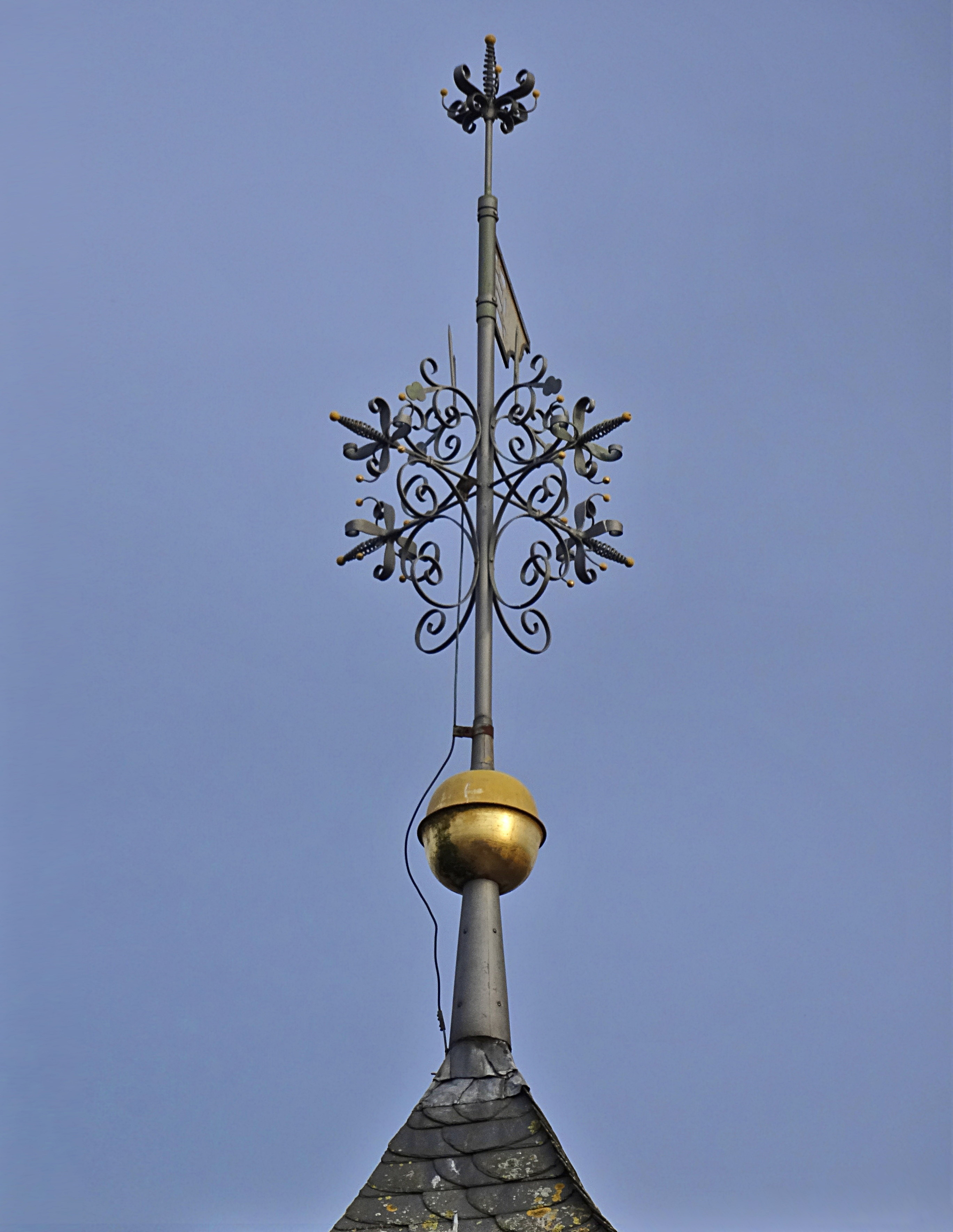
Wetterfahne

Am Dachfirst des Westgiebels des Hauses Fürstenberg fällt eine liegende steinerne Figur auf. Ihre Entstehung beruht auf einer Sage, die hier in Kurzfassung wiedergegeben ist:
Fürstbischof Ferdinand von Fürstenberg (1626–1683) hatte zu einer Jagd eingeladen, darunter auch einen nahen jungen Verwandten, einen Herrn von Spiegel, der zwar als guter Schütze bekannt war, aber an diesem Tage kein Jagdglück hatte und darüber sehr verärgert war.
Als die Jagdgesellschaft zum Schloss zurückkehrte, unterbrach ein mit Reparaturen beschäftigter Dachdecker seine Arbeit, um den Einzug der Jagdgesellschaft zu betrachten. Der verärgerte Jäger zielte auf den Dachdecker – nur um zu zeigen, was für ein guter Schütze er sei – und traf ihn tödlich.
Dem Befehl des Bischofs, den Täter zu ergreifen, entkam dieser zu Pferde. Nach Jahren besuchte er wieder Neuhaus, weil er glaubte, der Bischof hätte den Mord vergessen. Er wurde jedoch verhaftet, zum Tode verurteilt und auf der Wewelsburg hingerichtet. Dem erschossenen Handwerker wurde am Tatort ein Denkmal gesetzt.
Die Ballade Kurt von Spiegel von Annette von Droste-Hülshoff basiert auf dieser Geschichte.

## Nutzung
1967 zog die neu gegründete Realschule mit zunächst 32 Schülern ins Schlossgebäude ein, 2024 werden 850 Schüler von 60 Lehrkräften dort unterrichtet. Die naturwissenschaftlichen Räume der Realschule befinden sich seit der Neugliederung im Zuge der Landesgartenschau im ehemaligen Marstall. 1972 wurde im Schloss auch das Gymnasium Schloß Neuhaus gegründet, das allerdings nur für ein Schuljahr im Schloss untergebracht war und danach provisorisch außerhalb des Schlossgeländes. 1974 konnte es das neuerrichtete Schulzentrum im hinteren Teil des Schlossparks beziehen. Da zum 1. Januar 1975 die Gemeinde Schloß Neuhaus in die Stadt Paderborn eingemeindet wurde, ging mit diesem Datum der Besitz des Schlossgeländes und die Trägerschaft der Schulen im "Zweistromland" zwischen Alme und Lippe in die Hände der Stadt Paderborn über.
1994 richtete die Stadt Paderborn am Schloss Neuhaus die Landesgartenschau von Nordrhein-Westfalen aus, wodurch rund um das Schloss der Schloss- und Auenpark entstand, der seit 1995 für alljährliche Veranstaltungsreihen, den Schloßsommer, genutzt wird.
Das fürstliche Speisezimmer des Schlosses (im Paderborner Jargon fälschlicherweise auch „Spiegelsaal“ genannt) ist die „gute Stube“ der Stadt Paderborn und wird für repräsentative Veranstaltungen und Eheschließungen genutzt.
Im Innenhof befindet sich seit 2009 eine Gedenktafel für die Brüder Georg und Philipp von Boeselager, Mitverschwörer vom 20. Juli 1944, die im Reiter-Regiment 15 in Schloß Neuhaus ihren Dienst taten.

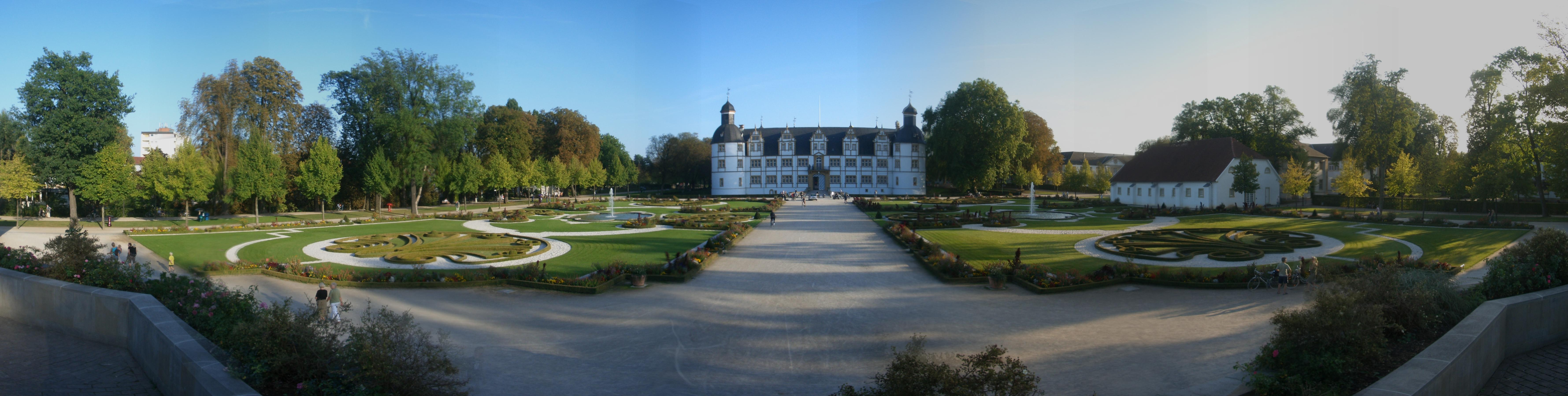
Schloss Neuhaus mit Barockgarten

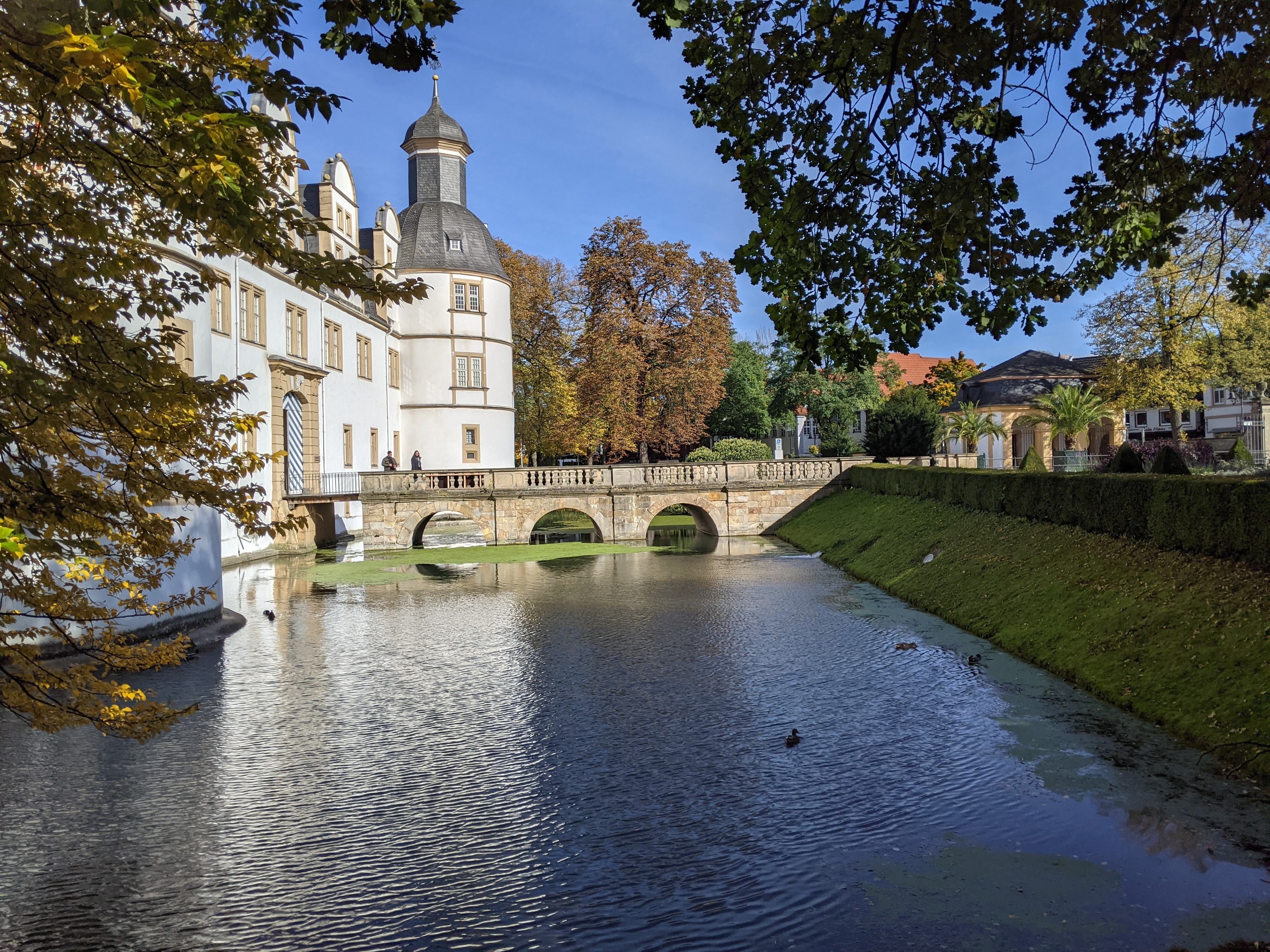
Gräfte mit Schlossbrücke
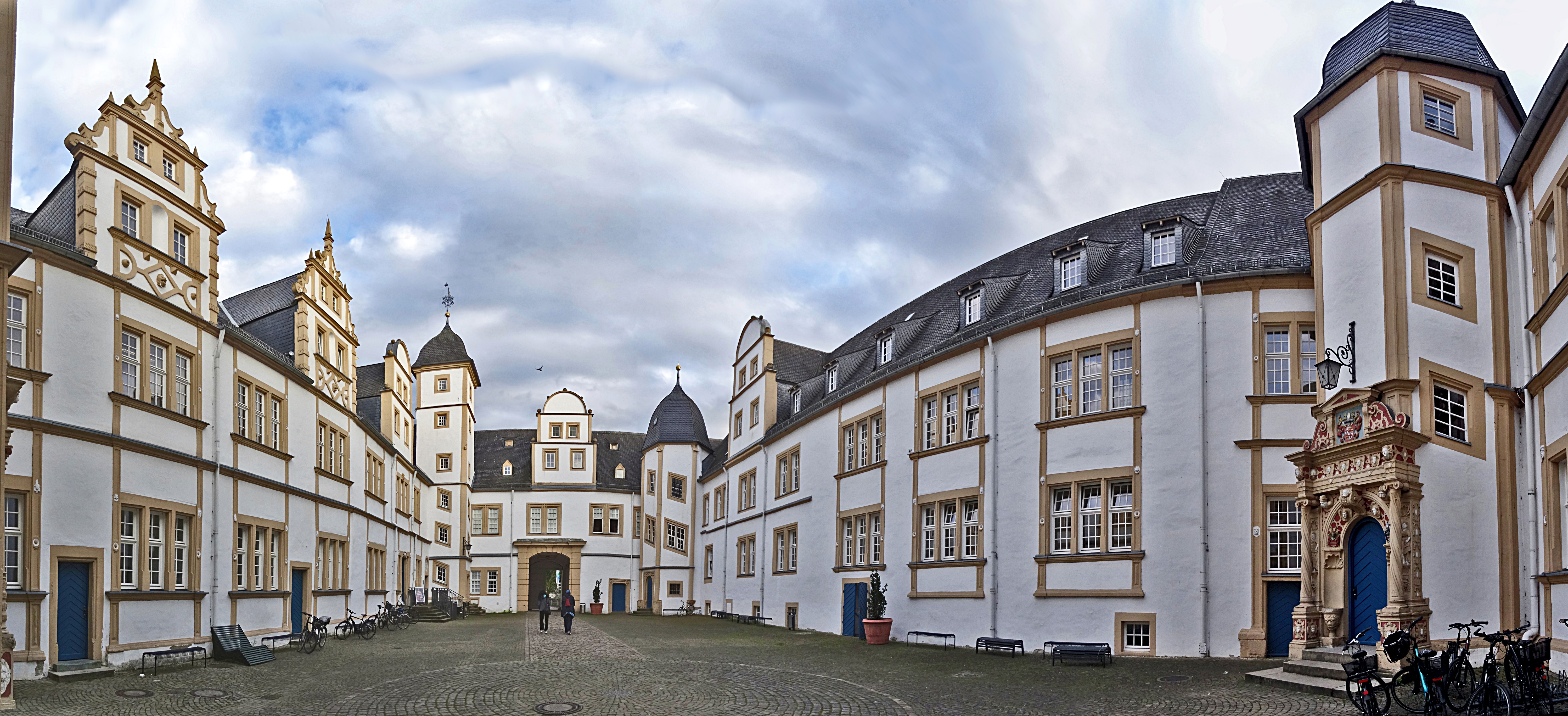
Innenhof
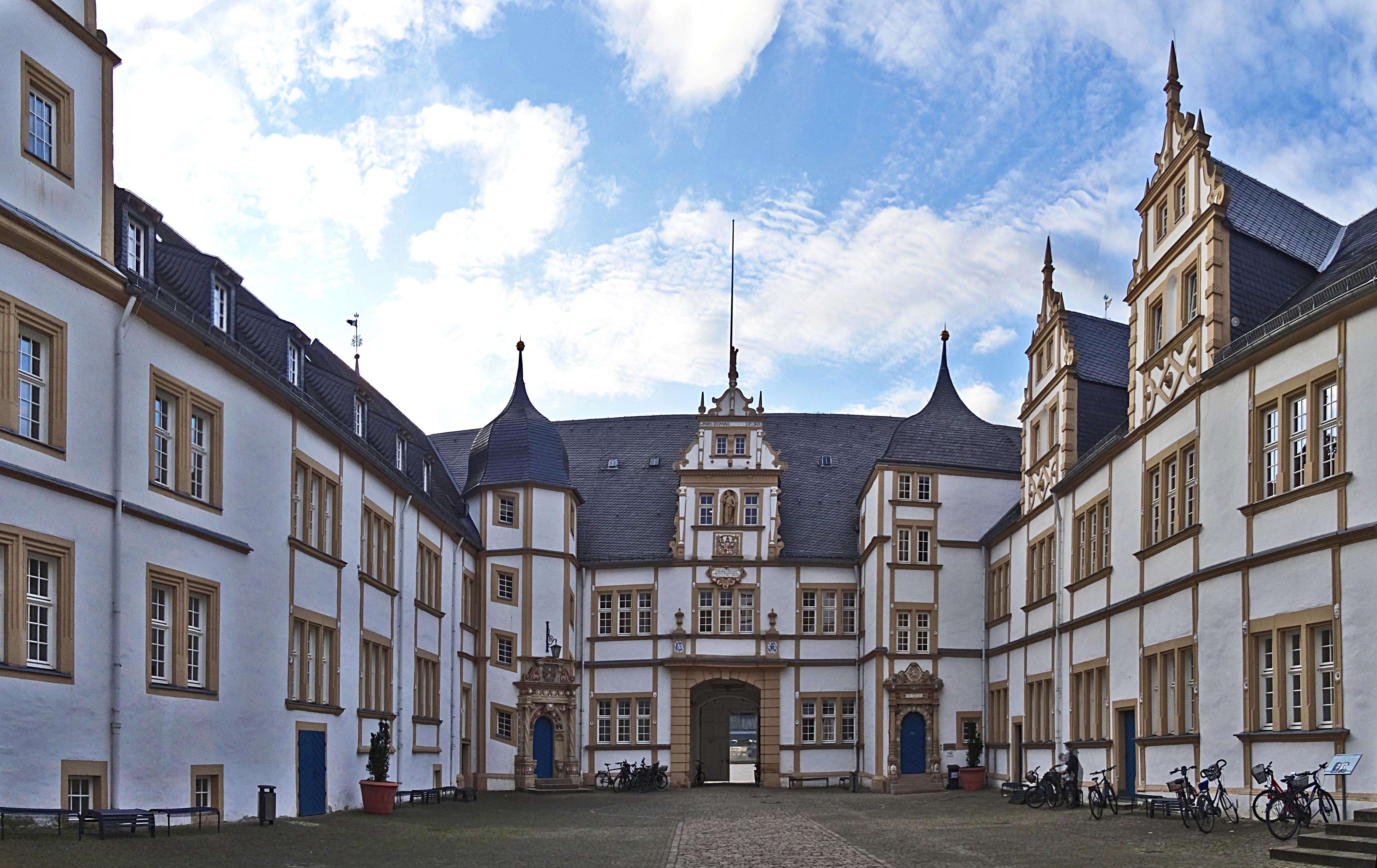
Hof
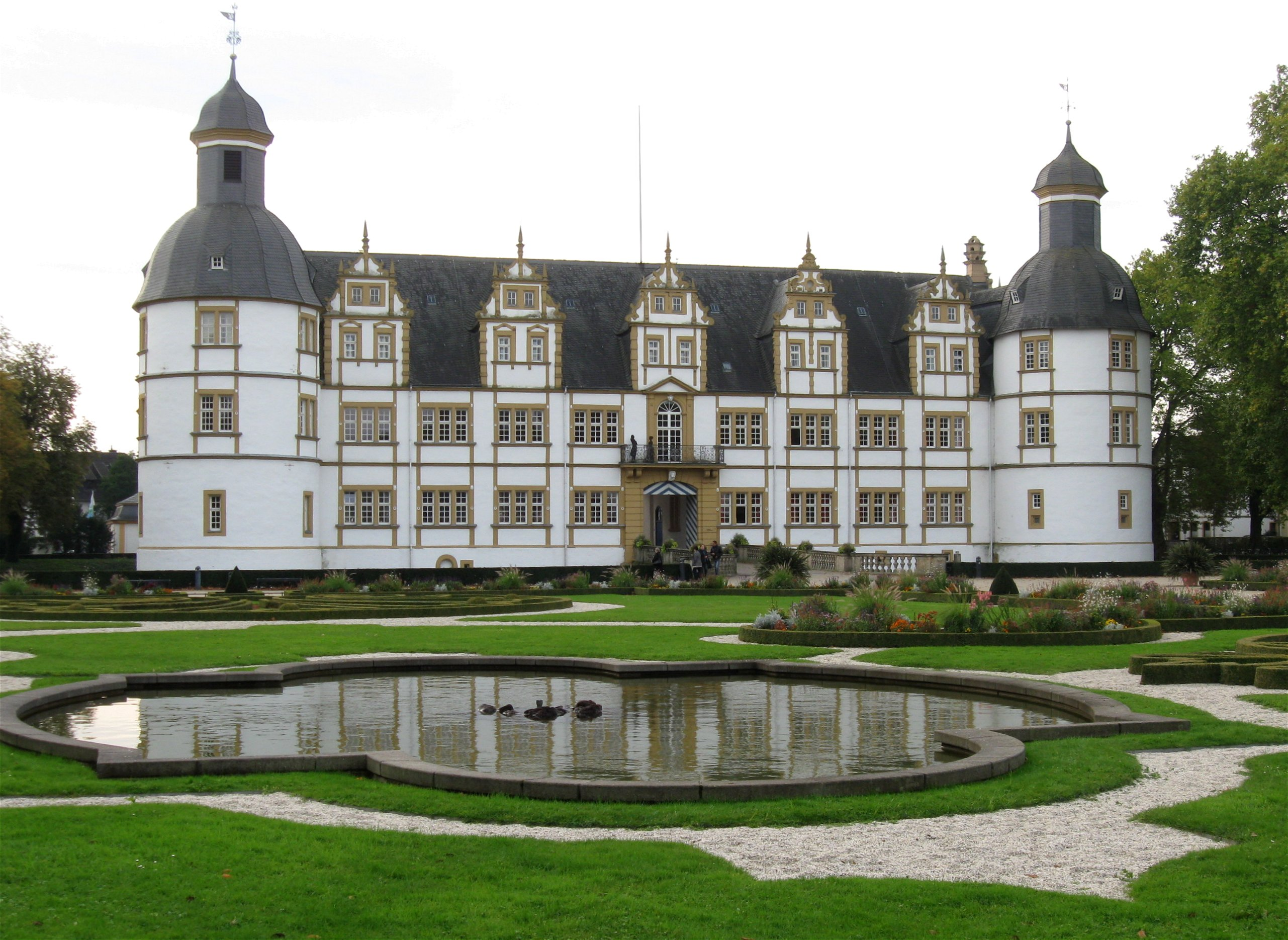
Gartenseite
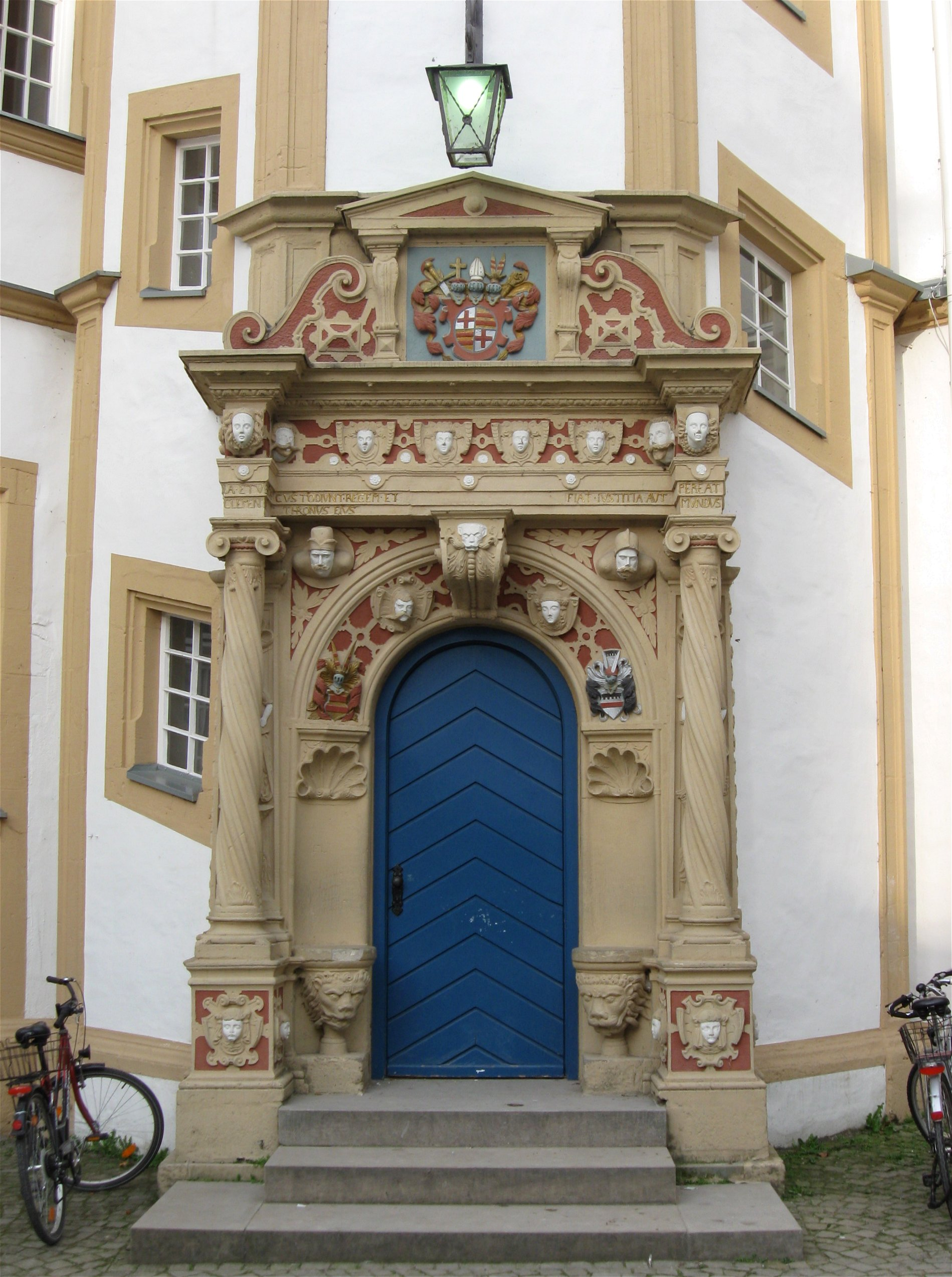
Portal zum Treppenturm
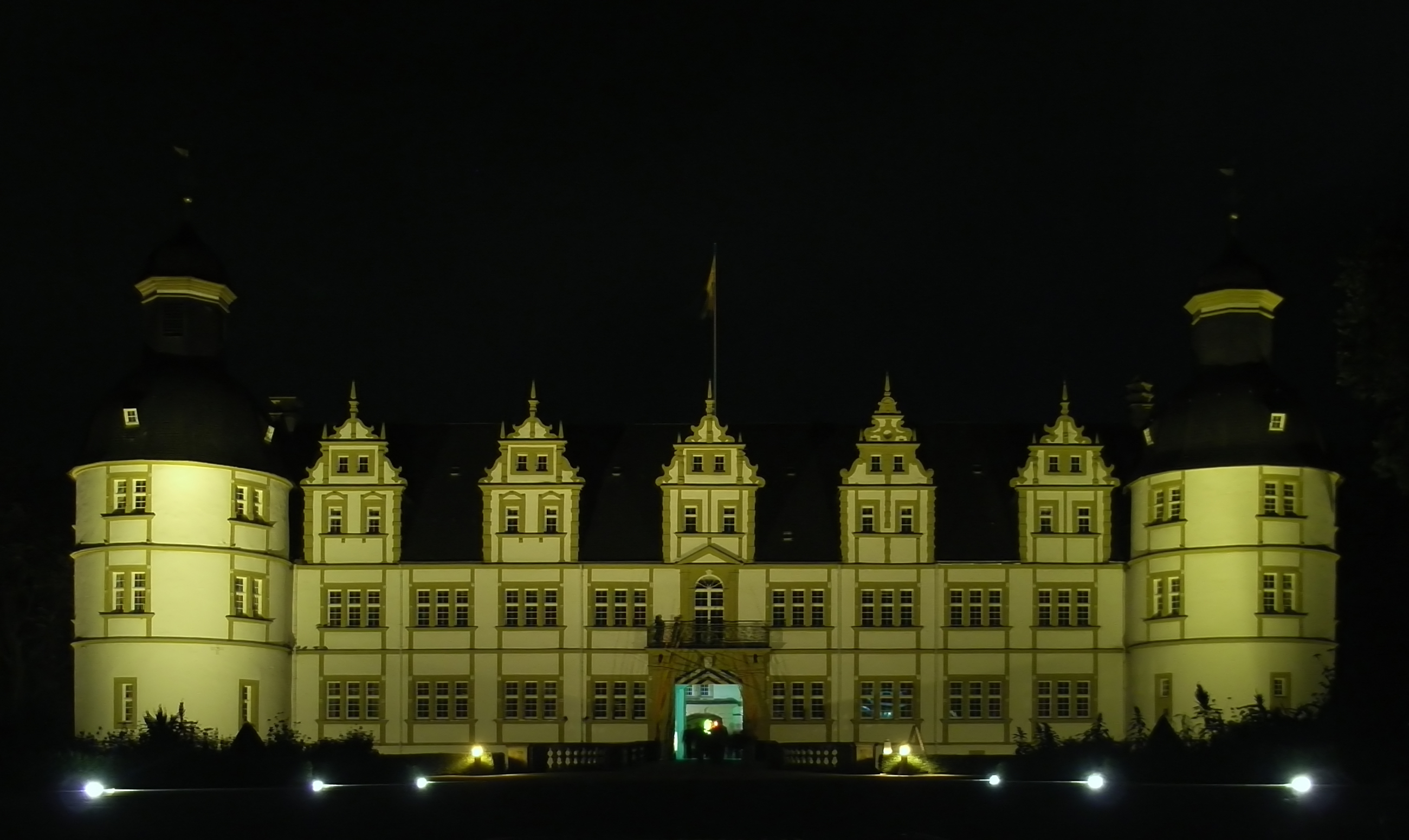
Bei Nacht